# Сан-Бартоломео-аль-Изола (титулярная церковь)
Титулярная церковь Сан-Бартоломео-аль-Изола (лат. Titulus Sancti Bartholomæi in Insula) — титулярная церковь была создана 6 июля 1517 года Папой Львом X, когда во время консистории от 1 июля 1517 года, значительно увеличилось число кардиналов. 
Титулярная церковь принадлежит базилике Сан-Бартоломео-аль-Изола, также известной как базилика Святого Варфоломея между двух мостов (лат. San Bartolomeo inter duos pontes), потому что малая базилика, к которой она применяется, расположена на острове Тиберина, между двумя мостами — с правого берега мост Фабричо, а с левого мост Святого Варфоломея, что находятся районе Рипа. Первоначально базилика, которой относится титул, была посвящена Святому Адальберту, но когда прибыли мощи Святого Варфоломея, это посвящение было изменено на нынешнее.

## Список кардиналов-священников титулярной церкви Сан-Бартоломео-аль-Изола
- Эгидио да Витербо, O.E.S.A. — (6 июля — 10 июля 1517, назначен кардиналом-священником Сан-Маттео-ин-Мерулана);
- Доменико Джакобоцци — (10 июля 1517 — 20 августа 1519, назначен кардиналом-священником Сан-Клементе);
  - вакантно (1519—1533);
- Жан Ле Венёр — (10 ноября 1533 — 8 августа 1543, до смерти);
  - вакантно (1543—1547);
- Жак д’Аннебо — (16 ноября 1547 — 22 марта 1548, назначен кардиналом-священником Санта-Сусанна);
  - вакантно (1548—1551);
- Бартоломео де ла Куэва-и-Толедо — (4 декабря 1551 — 29 мая 1555, назначен кардиналом-священником Санта-Кроче-ин-Джерусалемме);
- Фульвио Джулио делла Корнья, O.S.Io.Hieros. — (29 мая 1555 — 18 мая 1562, назначен кардиналом-священником Санто-Стефано-аль-Монте-Челио);
- Антуан Перрено де Гранвела — (6 июля 1562 — 14 мая 1568, назначен кардиналом-священником Санта-Приска);
- Диего Эспиноса Аревало — (14 мая — 20 августа 1568, назначен кардиналом-священником Санто-Стефано-аль-Монте-Челио);
  - вакантно (1568—1570);
- Джулио Антонио Санторио — (9 июня 1570 — 20 февраля 1595, назначен кардиналом-священником Санта-Мария-ин-Трастевере);
- Франческо Мария Таруджи, Orat. — (2 декабря 1596 — 17 июня 1602, назначен кардиналом-священником Санта-Мария-сопра-Минерва);
- Филиппо Спинелли — (2 августа 1604 — 25 мая 1616, до смерти);
- Микеланджело Тонти — (10 декабря 1608 — 13 октября 1621, назначен кардиналом-священником Сан-Пьетро-ин-Винколи);
- Габриэль Трехо-и-Паньягуа — (29 ноября 1621 — 2 февраля 1630, до смерти);
- Агостино Спинола — (24 марта 1631 — 12 февраля 1649, до смерти);
- Оттавио Аквавива д’Арагона младший — (23 марта 1654 — 18 марта 1658, назначен кардиналом-священником Санта-Чечилия, до смерти);
  - вакантно (1658—1670);
- Франческо Нерли старший — (19 мая — 6 ноября 1670, до смерти);
- Иоганн Эберхард Нидхард, S.J. — (8 августа 1672 — 25 сентября 1679, назначен кардиналом-священником Санта-Кроче-ин-Джерусалемме);
  - вакантно (1679—1696);
- Джованни Джакомо Каваллерини — (21 мая 1696 — 18 февраля 1699, до смерти);
- Никколо Радуловик — (3 февраля 1700 — 27 октября 1702, до смерти);
  - вакантно (1702—1707);
- Франческо Аквавива д’Арагона — (8 июня 1707 — 28 января 1709, назначен кардиналом-священником Санта-Чечилия, до смерти);
  - вакантно (1709—1721);
- Альваро Сьенфуэгос Вилласон, S.J. — (6 июля 1721 — 19 августа 1739, до смерти);
  - вакантно (1739—1782);
- Йожеф Баттьяни — (19 апреля 1782 — 22 октября 1799, до смерти);
  - вакантно (1799—1803);
- Пьерфранческо Галеффи — (26 сентября 1803 — 29 мая 1820, назначен кардиналом-епископом Альбано);
  - вакантно (1820—1824);
- Бонавентура Гаццола, O.F.M.Ref. — (24 мая 1824 — 29 января 1832, до смерти);
  - вакантно (1832—1838);
- Энгельберт Стеркс — (17 сентября 1838 — 4 декабря 1867, до смерти);
  - вакантно (1867—1874);
- Янош Шимор — (15 июня 1874 — 23 января 1891, до смерти);
- Марио Моченни — (19 января 1893 — 18 мая 1894, назначен кардиналом-епископом Сабины);
- Эджидио Маури, O.P. — (21 мая 1894 — 2 декабря 1895, назначен кардиналом-священником Санта-Мария-сопра-Минерва);
- Иоганн Евангелист Галлер — (25 июня 1896 — 5 мая 1900, до смерти);
- Бартоломео Бачильери — (18 апреля 1901 — 14 февраля 1923, до смерти);
- Энрико Гаспарри — (17 декабря 1925 — 16 октября 1933, назначен кардиналом-епископом Веллетри);
- Карло Салотти — (19 декабря 1935 — 11 декабря 1939, назначен кардиналом-епископом Палестрины);
  - вакантно (1939—1946);
- Григорий-Пётр XV Агаджанян — (18 февраля 1946 — 22 октября 1970, назначен кардиналом-епископом Альбано);
- Анибаль Муньос Дуке — (5 марта 1973 — 15 января 1987, до смерти);
- Марио Револьо Браво — (28 июня 1988 — 3 ноября 1995, до смерти);
- Фрэнсис Юджин Джордж, O.M.I. — (21 февраля 1998 — 17 апреля 2015, до смерти);
- Блейз Джозеф Супич — (19 ноября 2016 — по настоящее время).